# Копьёв, Сергей Александрович
Сергей Александрович Копьёв (род. 9 мая 1975, Рязань, РСФСР) — российский футболист, полузащитник. Провёл более 300 матчей за рязанские клубы в профессиональных лигах.
Воспитанник рязанского «Локомотива». С 1993 по 1997 годы играл в рязанских клубах «Феникс» и СКА. В 1997 году перешёл в скопинское «Торпедо».
В 2001 году перешёл в рязанский «Агрокомплект» (впоследствии ФК «Рязань»), где сыграл 284 матча за клуб в ПФЛ до самого расформирования клуба. После банкротства «Рязани» Копьёв перешёл в её клуб-преемник «Звезда», где сыграл 27 матчей.